# Prionotus rubio
Prionotus rubio és una espècie de peix pertanyent a la família dels tríglids.

## Descripció
- Fa 30 cm de llargària màxima.[5][6]

## Depredadors
És depredat per Rachycentron canadum.

## Hàbitat
És un peix marí, demersal i de clima subtropical (37°N-19°N) que viu entre 11-13 m de fondària.

## Distribució geogràfica
Es troba a l'Atlàntic occidental: des de Carolina del Nord fins a Cuba, el Golf de Mèxic i Texas.

## Observacions
És inofensiu per als humans.